# Käbschütztal
Käbschütztal est une commune de Saxe (Allemagne), située dans l'arrondissement de Meissen, dans le district de Dresde.

## Personnalités liées à la ville
- Johann Samuel Arnhold (1766-1828), peintre né à Löthain.
- Richard Schmidt (1871-1945), homme politique né à Krögis.